# Jürgen Hörig
Jürgen Hörig (* 11. September 1965 in Rastatt) ist ein deutscher Fernsehmoderator, Journalist und Sänger.

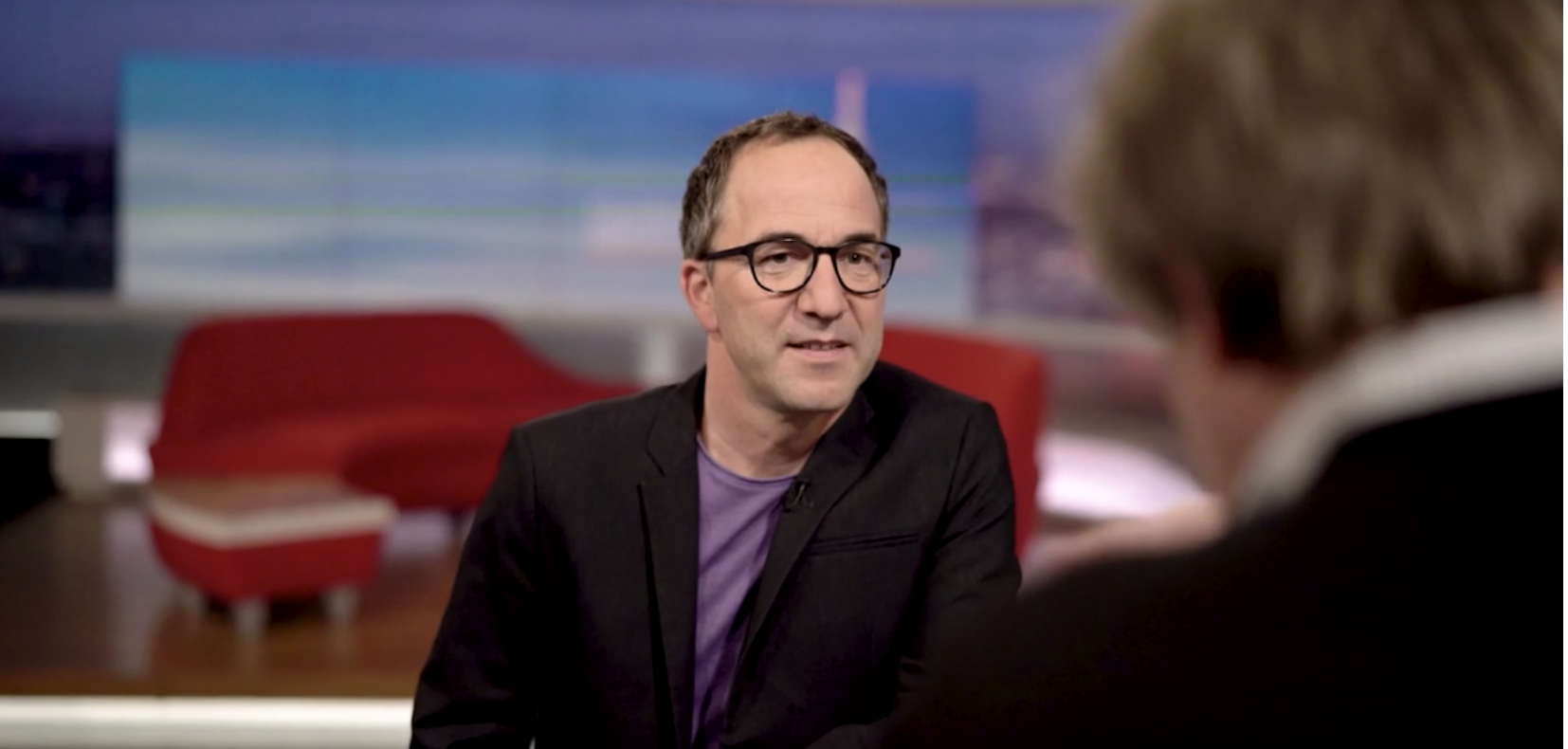
Jürgen Hörig im Sendestudio der Landesschau (2019)

## Leben und Wirken
Jürgen Hörig legte 1985 sein Abitur am Ludwig-Wilhelm-Gymnasium in Rastatt ab. Seine journalistische Laufbahn begann beim Pabel-Moewig-Verlag, nach dem Studium in Karlsruhe und Freiburg (Erziehungswissenschaft, Pädagogische Hochschule), wurde er freier Mitarbeiter beim damaligen Südwestfunk in Freiburg. Für das Landesstudio war er als Reporter tätig und moderierte für SWF1 und S4 die Hörfunksendung Baden-Württemberg Aktuell.
Nach der Gründung des Südwestrundfunks im Jahr 1998 wechselte er nach Stuttgart zum Fernsehen und moderiert seit 1999 die Landesschau Baden-Württemberg. Es folgten zahlreiche Fernsehproduktionen für den Treffpunkt im Grünen und Treffpunkt Freizeit und ab 2001 dann die Moderation der Nachmittagssendung Kaffee oder Tee (bis 2010). Damit wurde er auch einem breiteren Publikum über Baden-Württemberg hinaus bekannt.
Bis 2020 war Hörig auch als Reporter für das Landesschau Mobil unterwegs. Dort porträtierte er Menschen und Ortschaften, sowohl für die Landesschau, als auch für die halbstündige Sendung am Samstag Landesschau Mobil.
Hörig lebt in Berglen im Rems-Murr-Kreis, östlich von Stuttgart.
Von 2002 bis 2015 war Hörig Vorsitzender des Fördervereins der Deutschen Kinderkrebsnachsorge e. V. in Tannheim (Villingen-Schwenningen). Inzwischen ist er dort noch als Beisitzer im Vorstand ehrenamtlich tätig.
Im Herbst 2015 veröffentlichte Jürgen Hörig unter seinem Namen eine erste Musiksingle. Brand New Song wurde geschrieben und produziert von Conny Conrad. Im September 2016 folgte dann das Album Out Comes. Es erschien unter dem Projektnamen U.M.O.N feat. Jürgen Hörig. Die Songtexte sind von Hörig verfasst, die Musik stammt von Conrad. Inzwischen tritt Hörig auch live auf. In Zusammenarbeit mit dem Waiblinger Musikproduzenten Rodolfo Guzman Tenore (Künstlername RGT) begann er Ende 2019 die Arbeiten an einem weiteren Musikalbum, von dem im Jahr 2020 zunächst im April die Single Helpless und im August der Song Love Without a Fight vorab veröffentlicht wurden. Das Album What If erschien im Anfang 2021. Im April 2025 veröffentlichte er seine erste selbstgeschriebene Single in deutscher Sprache: „Strassenbahn“.